# Nuelson Wau
Nuelson Wau (Geldrop, 17 december 1980) is een Nederlands-Curaçaos voormalig voetballer de als verdediger speelde. Zijn broer Nyron Wau was eveneens betaald voetballer.

## Carrière
Wau speelde voor hij bij Willem II terechtkwam voor Braakhuizen en PSV. In het seizoen 1999/2000 speelde hij zijn eerste wedstrijd voor de 'Tricolores'. Pas in het seizoen 2002/2003 zouden meer wedstrijden volgen; sindsdien is hij een vaste waarde bij Willem II.
Op 17 januari 2008 werd bekend dat hij een contract voor 2,5 jaar had getekend bij Roda JC uit Kerkrade. In mei 2008 ontbond Roda JC zijn contract. Hij verhuisde naar Cyprus om samen met broer Nyron bij Nea Salamina Famagusta te gaan spelen. Daar vertrok hij al na een paar maanden. In januari tekende hij voor een half jaar bij zijn oude club Willem II. De Tilburgers wilden hem in juli 2009 op zich behouden, maar hadden daarvoor op dat moment geen geld beschikbaar. Definitief uitsluitsel liet te lang op zich wachten naar Wau's zin, waarop hij zich aansloot bij Cambuur Leeuwarden. Bij Cambuur tekende hij een contract tot juli 2012. In december 2011 werd zijn contract bij Cambuur ontbonden. In 2012 sloot hij zich aan bij KFC De Kempen, dat in de Belgische 4de Klasse uitkomt. In 2013 speelde hij kort samen met zijn broer bij Lutlommel VV alvorens hij in 2014 terugkeerde op de plek waar het allemaal ooit begon. Samen met zijn broer Nyron maakte hij de overstap naar SV Braakhuizen. In 2017 stopte hij.
Hij speelde twee interlands voor de Nederlandse Antillen. In oktober 2011 werd hij opgeroepen voor het Curaçaos voetbalelftal.